# Ronnie Carroll
Ronnie Carroll (Belfast, 1934. augusztus 18. – London, 2015. április 13.) északír énekes, politikus. Ő képviselte az Egyesült Királyságot az 1962-es és az 1963-as Eurovíziós Dalfesztiválon, ahol mindkét alkalommal negyedik helyezést ért el.